# 機動戦士ガンダム外伝
機動戦士ガンダム外伝（きどうせんしガンダムがいでん）は、アニメ『機動戦士ガンダム』の外伝的作品のことだが、以下のゲーム作品群の総称として使われることが一般的である。これらのゲームシリーズが登場する以前は、漫画作品などにも「機動戦士ガンダム外伝」というサブタイトルが付いていた。
本項では、ゲームシリーズとして解説するものとする。

## 概要
本シリーズは、1996年から1997年にかけてバンダイより発売されたセガサターン用ゲーム『機動戦士ガンダム外伝 THE BLUE DESTINY』シリーズより始まる。アニメ『機動戦士ガンダム』の舞台である一年戦争を題材にしたゲーム作品の開発に際し、プラモデル企画『モビルスーツバリエーション』がガンダム作品の正史として組み込まれたことに倣い、サンライズの監修の下で正史に組み込んでも問題が無いよう設定考証を行い、ゲーム用にオリジナルストーリー、キャラクター、メカニックが創作された。
『THE BLUE DESTINY』以後シリーズ化され、ドリームキャスト用『機動戦士ガンダム外伝 コロニーの落ちた地で…』、PlayStation 2用『機動戦士ガンダム めぐりあい宇宙』内に収録された『機動戦士ガンダム外伝 宇宙、閃光の果てに…』のゲーム作品が発表された。また、本シリーズの作品を題材にした小説や漫画が発表されたが、あくまでゲーム内容を再構成した作品であるため、細部においての変更点やオリジナル要素の追加など各媒体同士で差異が見られる。
シリーズの特徴として、主人公キャラクターはゲーム上では台詞を言わない点である。これは、主人公がプレイヤーの分身と位置づけられており、よりゲーム内容との一体感を得られるよう図られた措置である。また、ユウ・カジマの「プレイヤーであるあなた→YOU→ユウ」、マスター・ピース・レイヤーの「プレイヤー」など歴代主人公の名称の由来が、ゲームプレイヤーを連想させることからも制作側の意図がうかがえる。しかし、第3作『宇宙、閃光の果てに…』ではこれらは踏襲されず、キャラクター性の強い主人公となった。また、前述の主人公らも他のガンダムゲーム作品に登場する際に、設定・キャラクターボイスが追加されキャラクター性を明確にされている。
これらのコンセプトを踏襲した『機動戦士ガンダム戦記』シリーズや『ジオニックフロント 機動戦士ガンダム0079』『機動戦士ガンダム MS戦線0079』などのゲーム作品が多数発表されたが、「外伝」シリーズには該当しない。また、本シリーズ以前より『Gの影忍』や『機動戦士ガンダム外伝 Gの伝説』など「機動戦士ガンダム外伝」を冠する漫画作品が発表されたが関連性はない。

## シリーズ歴代作品
- 機動戦士ガンダム外伝 THE BLUE DESTINY
- 機動戦士ガンダム外伝 コロニーの落ちた地で…
- 機動戦士ガンダム外伝 宇宙、閃光の果てに…
- 機動戦士ガンダム外伝 ミッシングリンク